# Lesjöfors
Lesjöfors är en tätort i Rämmens distrikt (Rämmens socken) i norra Filipstads kommun. 
Lesjöfors ligger omkring 40 km norr om centralorten Filipstad och utgör en affärs- och administrationsmässig knutpunkt för den norra delen av kommunen. Lesjöfors är beläget nära gränserna mellan Värmland, Dalarna och Västmanland. Riksväg 26 liksom Inlandsbanan passerar genom orten.
Lesjöfors, som ligger invid Lesjöns södra ände och i Lesjöälvens dalgång, växte upp kring järnhantering under 1600-talets senare del och var länge en utpräglad bruksort. Idag är ortens största arbetsgivare Lesjöfors fjädrar, som tillverkar fjädrar för fordonsindustrin.

## Historik
Orten har vuxit upp kring järnbruket Lesjöfors bruk. Lesjöfors bruk har i sin tur sitt ursprung i Dalkarlssjöhyttan. Privilegiebrev för uppförande av en masugn vid Dalkarlssjön utfärdades 1642, och den stod färdig för drift 1648. Ett monument över 1600-talsbergsmannen Mattes Simonsson, "Suder Mattes", på Sjösta minneskulle vid Dalkarlssjön, sydväst om Lesjöfors restes 1960. Det är skapat av Martti Peitso.
1675 utfärdades ett privilegiebrev för uppförande av en hammarsmedja vid Lesjö strömmar som då var en närmast obebodd trakt, och denna stod färdig 1680. 1675 räknade bruket som sitt födelseår. Marken betraktades som ren och vild ödemark. Transporterna var problematiska när det saknades vägar och transporter kunde bara ske under vintern då släde kunde användas. Destinationer var Örebro och Kristinehamn där det fanns järnvägar och vidare transport med båt. Från 1830 utvecklades ett transportsystem längs med vägar som anlades men framförallt genom sjötransporter.  Ett nästa avgörande steg i transportutvecklingen kom 1888 då Inlandsbanans sträckning genom Lesjöfors till Kristinehamn invigdes.
Bruket övertogs 1817 av firman Ekman & co. och 1831 infördes här lancashireprocessen i Sverige av Gustaf Ekman. Gustaf Ekman inrättade 1847 folkskolor i Lesjöfors, Långbanshyttan och Persberg, ordnade föredrag och pensionskassa för sina arbetare. Lesjöfors bruk kom under mitten av 1800-talet att utvecklas till ett av landets främsta järnverk. Lesjöfors AB bildades 1867. Styret av Lesjöfors dominerades fram till 1900-talets början helt av disponenten vid bruket tillsammans med kyrkan. 1902 bildades Avdelningen 65 inom Metall som kom att spela en betydande roll i bruket och ortens utveckling.

### Mönstersamhället Lesjöfors

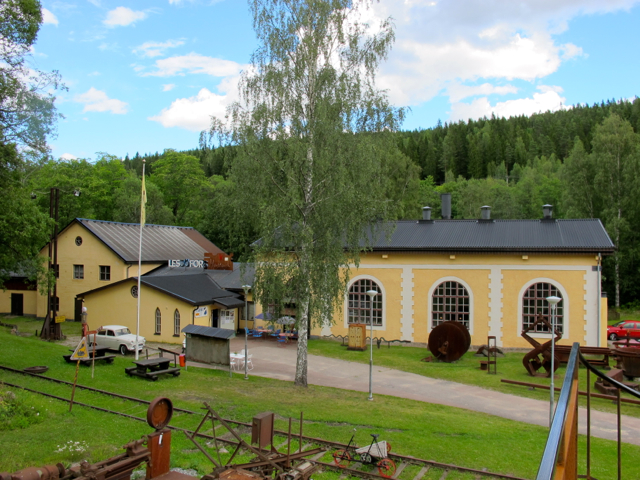
Lesjöfors Museum visar samhällets historia, bland annat det som utgjorde mönstersamhället.

Brukets dominans förde med sig att ingen mark såldes till invånarna, för bruket var det viktigast att ha marken för det egna behovet i den trånga dalgången. Bostäder eftersattes och Lesjöfors hade fram till 1940-talet en mycket dålig bostadsstandard med stor trångboddhet och bruket byggde inget avlopp- och vattennät. Kritik av samtiden med tidningsreportage om den prekära bostadssituationen bidrog till att bruket tvingades agera och förbättra bostäderna.
Under Gerard De Geers ledning moderniserades bruket och med den expanderade orten – Lesjöfors växte raskt i storlek. 1907 hade ett Folkets hus uppförts och Folkets Park invigdes 1922. 1928 släppte De Geer och bruket all tomtförsäljning fri för att lösa bostadsproblemen vilket startade en stor egnahemsrörelse. 1940 tog kommunen över ansvaret från bruket för bostadsbyggande och infrastruktur. HSB kom att spela en viktig roll i bostadsbyggandet som kommande åren tilltog.
Under 1950-talet fanns 24 affärer i samhället. I Centrumhuset fanns service som post, apotek, bank, bibliotek och läkarmottagning. Här fanns även hotell och matservering. Bland de sociala institutioner som funnits i Lesjöfors förutom idrottsföreningen hör ABF, musikkåren, Föreläsningsföreningen, IOGT:s scoutkår, Röda korset och Egnahemsföreningen. Lesjöfors museum visar samhällets historia och har samlat in originalobjekt från samhällets olika delar.

### Bandyorten Lesjöfors

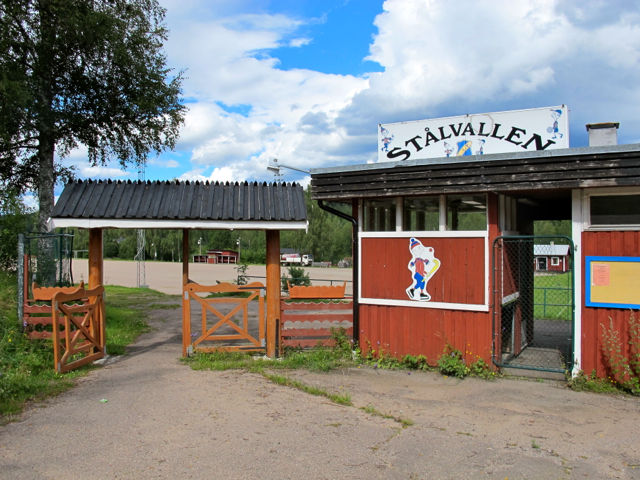
Stålvallen i Lesjöfors.

En samlande kraft i brukssamhället blev lagets framgångsrika bandylag Lesjöfors IF som blev känt som "Bandybaronerna". Laget drog storpublik då laget spelade i bandyns högsta serier. Lesjöfors AB sponsrade laget och gav spelare arbete vid bruket. Företagets logotyp återfanns tillsammans med LIF-märket på matchstället.

### Utflyttning och bruksnedläggning
Lesjöfors var och är beläget i Rämmens socken och ingick efter kommunreformen 1862 i Rämmens landskommun. I denna inrättades 22 februari 1946 Lesjöfors municipalsamhälle som sedan upplöstes 31 december 1954. 1970 bodde 2400 personer i Lesjöfors. Sedan dess har befolkningen minskat med mer än 60 procent. Arbetskraftsinvandring till Lesjöfors startade under 1960-talet med finnar som dominerande grupp.
Under 1960- och 1970-talet började orten få problem med utflyttning, framförallt ungdomar och unga vuxna lämnade orten. Bruket Lesjöfors AB gick i konkurs 1985, efter att ha inställt betalningarna i en första omgång 1982. Delar av verksamheten som omfattar tillverkning av fjädrar till fordon har fortsatt i form av Lesjöfors fjädrar. Orten fick under 1980-talet en flyktingförläggning. På grund av utflyttningen som skett sedan 1980-talet har flera bostadshus rivits. 2014 revs även OK-macken.

### Befolkningsutveckling
| Befolkningsutvecklingen i Lesjöfors 1960–2020 | Befolkningsutvecklingen i Lesjöfors 1960–2020 | Befolkningsutvecklingen i Lesjöfors 1960–2020 | Befolkningsutvecklingen i Lesjöfors 1960–2020 | Befolkningsutvecklingen i Lesjöfors 1960–2020 |
| --------------------------------------------- | --------------------------------------------- | --------------------------------------------- | --------------------------------------------- | --------------------------------------------- |
|                                               |                                               |                                               |                                               |                                               |
| År                                            |                                               |                                               | Folkmängd                                     | Areal (ha)                                    |
| 1960                                          | 1960                                          |                                               | 2 313                                         |                                               |
| 1965                                          | 1965                                          |                                               | 2 380                                         |                                               |
| 1970                                          | 1970                                          |                                               | 2 407                                         |                                               |
| 1975                                          | 1975                                          |                                               | 2 240                                         |                                               |
| 1980                                          | 1980                                          |                                               | 2 033                                         |                                               |
| 1990                                          | 1990                                          |                                               | 1 508                                         | 246                                           |
| 1995                                          | 1995                                          |                                               | 1 377                                         | 246                                           |
| 2000                                          | 2000                                          |                                               | 1 247                                         | 246                                           |
| 2005                                          | 2005                                          |                                               | 1 117                                         | 246                                           |
| 2010                                          | 2010                                          |                                               | 1 062                                         | 245                                           |
| 2015                                          | 2015                                          |                                               | 948                                           | 176                                           |
| 2020                                          | 2020                                          |                                               | 736                                           | 178                                           |
|                                               |                                               |                                               |                                               |                                               |

## Kultur

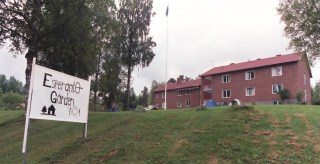
Esperantogården

Lesjöfors museum har utställningar om såväl brukshistorien som om orten i övrigt.
I Lesjöfors finns Esperanto-Gården, som är kursgård som drivs av esperantister i de nordiska länderna och fungerar som vandrarhem året runt. Flera internationella kulturevenemang har arrangerats här.